# Гарвен
Гарвен (рум. Garvăn) — село у повіті Тулча в Румунії. Входить до складу комуни Жижила.
Село розташоване на відстані 191 км на північний схід від Бухареста, 54 км на захід від Тулчі, 136 км на північ від Констанци, 12 км на південний схід від Галаца.

## Населення
За даними перепису населення 2002 року у селі проживали 1460 осіб, з них 1458 осіб (99,9%) румунів. Усі жителі села рідною мовою назвали румунську.